# Seeing

Animacja powierzchni Księżyca ukazująca wpływ ziemskiej atmosfery na obraz

Seeing – w astronomii określenie dotyczące ostrości obrazu widzianego przez teleskop optyczny. W wyniku turbulencji atmosferycznych obraz obiektu astronomicznego podlega zniekształceniom objawiającym się mruganiem, rozmyciem obrazu lub zniekształceniami geometrycznymi. Wyrażany w sekundach kątowych. Najlepsze miejsca obserwacyjne posiadają seeing pomiędzy 0,5 a 1 sekundą kątową.
Miarą seeingu jest kątowy rozmiar obrazu punktowego źródła na ekspozycji o długim czasie naświetlania. W praktyce jest to np. rozmiar kątowy obrazu gwiazdy (mierzony jako szerokość połówkową) zarejestrowanego przez aparat podczas długiej ekspozycji.
W zależności od tego, czy atmosfera jest spokojna, czy też turbulentna, można przez teleskop uzyskać albo stabilne, efektowne obrazy obiektów niebieskich, albo nie dostrzec praktycznie żadnych szczegółów. Duże turbulencje atmosfery bardzo ograniczają zdolność rozdzielczą teleskopu, co utrudnia rozróżnianie blisko siebie położonych obiektów (np. gwiazd podwójnych lub szczegółów na powierzchni planet). Seeing zależy od wielu czynników meteorologicznych, ale generalnie nisko nad horyzontem jest zawsze słabszy, lepszy bliżej zenitu, tak więc im wyżej na niebie znajduje się obiekt, tym lepsze warunki panują do jego obserwacji. Ponadto dobrym seeingiem charakteryzują się zwykle noce lekko zamglone, ponieważ wtedy ruchy powietrza są z reguły niewielkie. 
W astronomii amatorskiej seeing określa się także w skali pięciostopniowej (I-V, skala Antonadiego – może być podawana w postaci odwróconej), lub dziesięciostopniowej (1-10, skala Pickeringa; im wyższa wartość skali, tym lepszy seeing).